# Tôt ou tard (label)
Pour les articles homonymes, voir Tôt ou tard.
Tôt ou tard, stylisé tôt Ou tard, est un label discographique français de pop et art rock. 

## Histoire
Tôt ou tard est fondé en 1996 par Vincent Frèrebeau au sein de Warner Music Group. Jacques Higelin est à l'origine du nom Tôt ou tard,, et Vincent Frèrebeau à l'initiative du projet, qui en 2005 regroupe une trentaine d'artistes ; il connaît bien le monde de la musique pour avoir accompagné Thomas Fersen à la guitare et à l'accordéon entre 1992 et 1995.
En 2002, le label prend son indépendance, mais reste en joint-venture (50-50 %) avec Warner. En 2005, à l'occasion de sa dixième année d'existence, le label publie une compilation de duos avec des artistes du label, intitulée Tôt ou tard,,, et bénéficie d'une « carte blanche » lors du festival Art Rock. En 2009, Vincent Frèrebeau fonde une branche live nommée Zouave Production. Dirigée à partir de 2013 par Olivier Touati, elle produit les tournées de la majorité des artistes Tôt ou tard (Vianney, Shaka Ponk, Vincent Delerm, Albin de la Simone, Cats on Trees...) mais aussi celles d'artistes venus d'autres labels. Ainsi, les artistes Tété, Boulevard des Airs, Nolwenn Leroy ou encore Janie et quelques autres font partie du roster Zouave. Toujours en 2009, le label s'est exprimé clairement en faveur de la loi Hadopi.
En 2011, Wagram Music rentre au capital du label et devient son distributeur exclusif. En 2018, Wagram Music vend sa participation minoritaire (49% des parts) à Believe Digital, qui devient le distributeur physique et digital du label. En 2016, pour les vingt ans du label, une soirée spéciale lui est consacrée lors du Festival Fnac Live.
En 2024, un documentaire de trois épisodes sur le label, publié sur YouTube, est réalisé par Benoît Toulemonde et Didier Varrod.

## Artistes

### Artistes actuels
- Adé
- Erza Muqoli
- Luce
- Piers Faccini
- Shaka Ponk
- Slow Joe and The Ginger Accident
- Constance Amiot
- Dick Annegarn
- François Audrain
- Bombes 2 Bal
- Mathieu Boogaerts
- Françoiz Breut
- Bumcello
- Da Silva
- Vincent Delerm
- James Delleck
- Fabulous Trobadors
- Mohamed Fellag
- Thomas Fersen
- Foé
- Agnès Jaoui
- Lhasa de Sela
- Franck Monnet
- David Donatien
- J.P. Nataf
- Peter von Poehl
- Fabrice Mauss
- Têtes raides
- Albin de la Simone
- Cats on Trees
- BB Brunes
- C2C
- Vianney
- Noé Preszow
- Maxime Le Forestier
- Mentissa
- Charles Doré[11]

### Anciens artistes
- Jacques Higelin
- Jeanne Cherhal
- Bastien Lallemant
- Pierre Perret
- Roméo Praly
- Joseph Racaille
- Gianmaria Testa
- Fabrice Luchini
- Daniel Hélin
- Ben Howard
- Stanley Beckford